# Anaulacomera darienica
Anaulacomera darienica är en insektsart som beskrevs av Griffini 1896. Anaulacomera darienica ingår i släktet Anaulacomera och familjen vårtbitare. Inga underarter finns listade i Catalogue of Life.